# Stephen Gregory (Schriftsteller)
Stephen Gregory (* 1952 in Derby) ist ein walisischer Autor von Horror-Romanen.

## Leben
Stephen Gregory wurde 1952 im englischen Derby geboren. Er studierte an der University of London und machte dort einen akademischen Abschluss. Anschließend arbeitete er als Lehrer in Wales, in Algerien und im Sudan. In den frühen 1980er Jahren ging er zurück nach Wales, wo er seinen ersten Roman schrieb. The Cormorant (deutsch = Der Todesvogel) wurde 1986 veröffentlicht und 1987 mit dem renommierten Somerset Maugham Award ausgezeichnet. Nach dem Erfolg seines Debütromans ging er nach Hollywood, wo er für ein Jahr als Drehbuchschreiber mit dem Regisseur William Friedkin von der Paramount zusammenarbeitete. Sein Drehbuch wurde jedoch nicht realisiert.
Stephen Gregory lebt seit rund 14 Jahren mit seiner Familie in Brunei Darussalam im Norden Borneos, wo er als Sprachlehrer arbeitet.

## Werk
Bereits in seinem Debütroman geht es um die verstörende Beziehung zwischen einem Mann, der von einem Vogel geradezu besessen ist, und dem Tier, das in seiner Bosheit, Hinterhältigkeit und in seiner Unberechenbarkeit bedrohlich für seinen Besitzer bzw. für seine Umgebung wird. Dieses Motiv spielt Gregory in seinen sechs folgenden Romanen in vielen Variationen durch. „The Cormorant“ wurde mehrmals – mit erläuternden Vorworten – neu aufgelegt. Die Verfilmung durch die BBC aus dem Jahr 1993 mit Ralph Fiennes in der Hauptrolle hält sich eng an die Romanvorlage. Der Film wurde mit zwei Welsh BAFTA Awards ausgezeichnet. Von den folgenden sechs Romanen ist der letzte, „Plague of Gulls“, nur als E-Book veröffentlicht worden.

## Werke
- The Cormorant. 1986. Reissued in 2013 by Richmond, VA, Valancourt Books. New introduction by the author.

Deutsch: Der Todesvogel. München: Knaur 1990.
- The Woodwitch. Heinemann 1988. Reissued in 2014 by Valancourt Books, Richmond VA. New introduction by Paul Tremblay.

Deutsch: Die Waldhexe. München: Knaur 1991.
- The Blood of Angels. 1993. Reissued in 2015 by Valancourt Books, Richmond, VA. New introduction by Mark Morris.
- The Perils and Dangers of This Night. London: Virgin books 2008.
- The Waking that Kills. Oxford: Solaris 2013.
- Wakening the Crow. Oxford: Solaris 2014.
- Plague of Gulls. 2015. E-Book.

## Verfilmung
- 1993 Der Todesvogel. Regie: Peter Markham